# La passione di Brockes (Händel)
La passione di Brockes, o Der für die Sünde der Welt gemarterte und sterbende Jesus, è un libretto per un oratorio in tedesco di Barthold Heinrich Brockes, pubblicato la prima volta nel 1712 e che arrivò fino alle trenta edizioni nel corso dei successivi quindici anni.
L'adattamento più famoso del testo di Brockes è quello di Georg Friedrich Händel, HWV 48. Altri compositori che hanno adattato questo libretto sono: Reinhard Keiser (1712), Georg Philipp Telemann (1716), Johann Mattheson (1718), Gottfried Heinrich Stölzel (1725), Johann Friedrich Fasch (1723) e diversi altri.

## Il libretto di Brockes
Barthold Heinrich Brockes è stato un importante poeta tedesco che ha rielaborato la forma tradizionale dell'oratorio della Passione, aggiungendo poesia riflessiva e descrittiva, a volte altamente sofferta ed emozionale, nella trama della sua Passione. La Passione di Brockes fu molto ammirata e messa in musica numerose volte nella Germania del Barocco, sebbene in altri periodi ed in altri paesi la poetica di Brockes sia sembrata di cattivo gusto. Nella versione di Brockes della passione, un Evangelista, un tenore, narra nei recitativi eventi tratti dai racconti dei quattro Vangeli, sulla sofferenza e sulla morte di Gesù. Le persone del racconto evangelico (Gesù, Pietro, Pilato, ecc) hanno passaggi di dialogo, anche come recitativi; un coro canta i passaggi che descrivono la declamazione alle folle; e i testi poetici, a volte sotto forma di arie, a volte di corali (brevi pezzi corali simili a un inno), fanno riflettere sugli eventi. Alcune delle arie sono per i protagonisti della Passione, Gesù stesso, Pietro, ecc, però anche Maria la madre di Gesù ha una parte cantata, e ci sono alcuni "personaggi" fittizi, la figlia di Sion, quattro anime di credenti solisti ed un coro di credenti, che osservano e commentano.

## L'adattamento di Händel

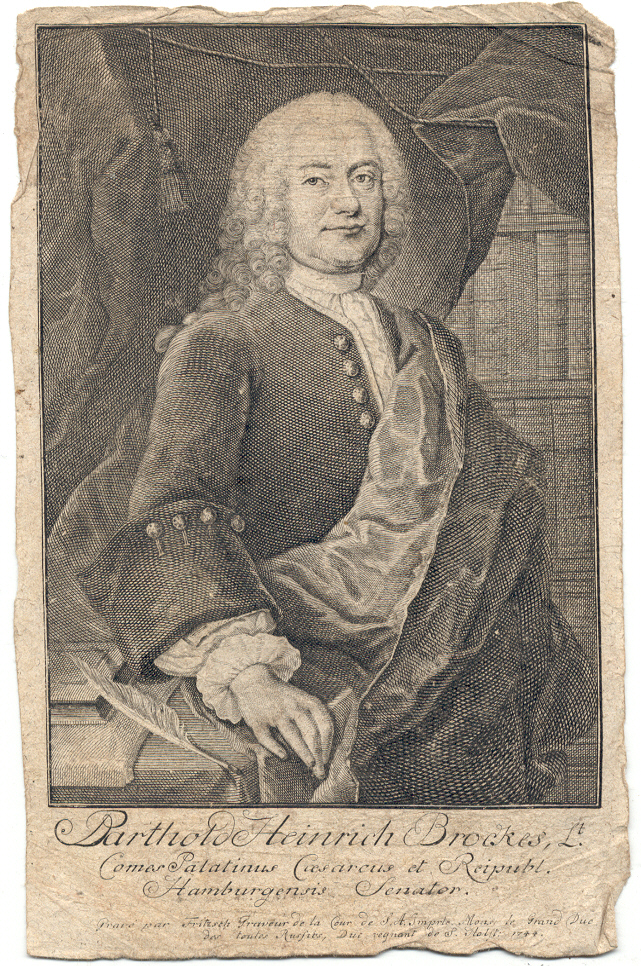
Ritratto di Brockes (1744), incisione di Christian Fritsch (1704–1760)

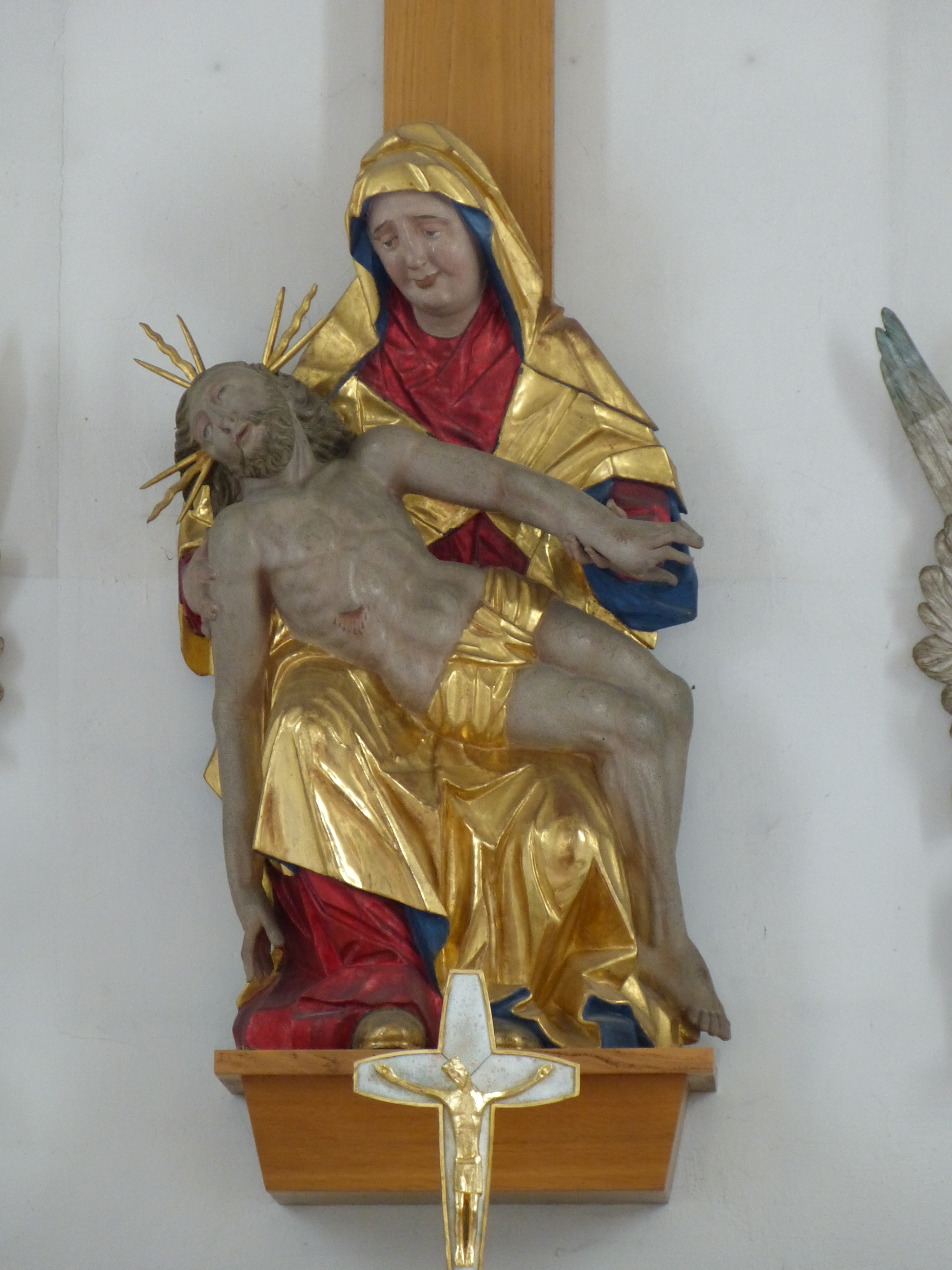
Pietà dalla chiesa di San Nicola (Schrattenbach)

Fin dal 1712 Händel, di origini tedesche, era residente a Londra. Non si sa con esattezza perché o quando egli abbia adattato il testo della Passione di Brockes, già utilizzato da numerosi altri compositori, per musicarlo, si sa solo che fu eseguito ad Amburgo nel 1719.
La passione di Brockes di Händel è "un contributo del tutto degno al repertorio del suo genere." Si tratta di un lavoro lungo e contemplativo per voci soliste, coro e insieme strumentale, con alcuni passaggi di grande bellezza, come il duetto per Maria e suo figlio. I pochi cori, forse sorprendentemente, in considerazione delle successive grandi opere corali di Händel, sono brevi e superficiali in confronto con le arie, alcune delle quali sono in stile operistico, altre con un semplice accompagnamento di oboe solo o violino obbligato.
Johann Sebastian Bach è stato influenzato da questo lavoro nella sua Passione secondo Giovanni. Negli ultimi dieci anni della sua vita Bach utilizzò sette arie della passione di Brockes di Händel nel "pastiche" Passione secondo Marco.

## Registrazioni
- Edda Moser (Soprano), Maria Stader (Soprano), Jerry J. Jennings (Tenore), Ernst Haefliger (Tenore), Paul Esswood (Contralto), Theo Adam (Basso-baritono), Jakob Stämpfli (Basso), Schola Cantorum Basiliensis, Regensburg Cathedral Choir, August Wenzinger (Direttore). Archiv Produktion 463 644-2, release 1968.
- Mária Zádori (Soprano), Eva Bártfai-Barta (Soprano), Katalin Farkas(Soprano), Eva Lax (Alto), Péter Baján (Controtenore), Tamás Csányi (Controtenore), Drew Minter (Controtenore), János Bándi (Tenore), Guy de Mey (Tenore), Martin Klietmann (Tenore), Gunter Burzynski (Baritono), Capella Savaria, Hallé State Chorus, Nicholas McGegan (Direttore). Hungaroton 12734/36, release 1995.
- Nele Gramss (Soprano), Johanna Angle (Soprano), Elvira Bill (Mezzosoprano), January Thomer (controtenore), Markus Brutscher (Tenore), Oxley James (Tenore), Michael Dahmen (basso), Markus Flaig (basso), Collegium Cartusianum, Kölner Kammerchor, Peter Neumann (Direttore). Carus 83.428/00, release 2010.